# Johan Ledoux
Johan Ledoux, né le 29 octobre 1972 à Issoudun, est un guitariste, chanteur, cofondateur avec son frère du groupe de rock français Blankass.

## Biographie
Il a débuté la musique très jeune à 8 ans puisqu'il a fait partie du groupe punk Zéro de conduite avec son frère Guillaume Ledoux, sa cousine Anne-Sophie Bolender et un ami Franck.
Ils ont notamment inauguré le Zénith de Paris et fait les premières parties de The Clash, U2, Gun Club, etc.
Il se lance dans une carrière solo, sous le nom Georges.
En 2020, il devient acheteur dans l'émission Affaire conclue sur France 2.